# 利珀特峰

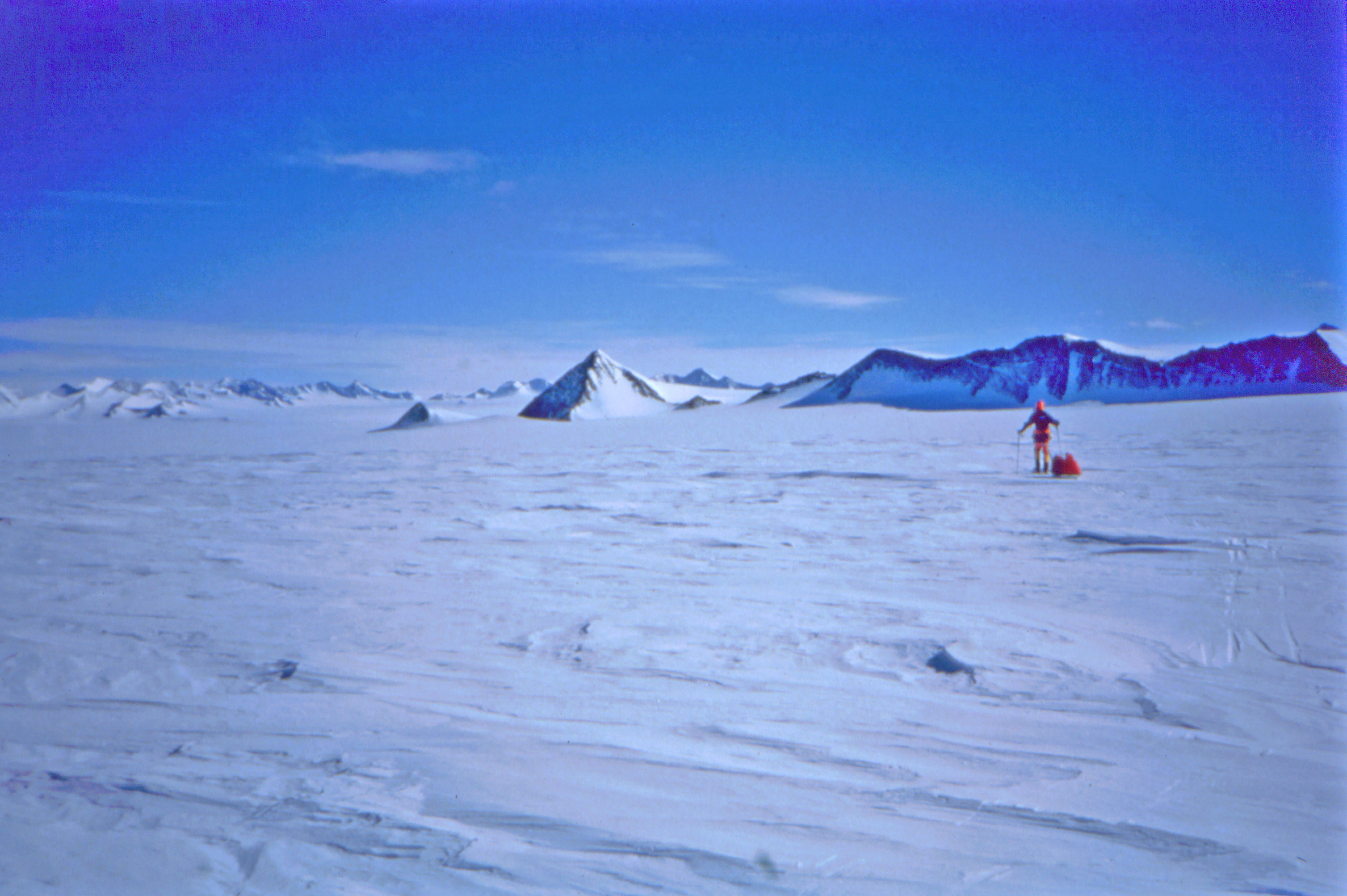

79°59′S 81°56′W / 79.983°S 81.933°W
利珀特峰（英語：Lippert Peak），是南極洲的冰原島峰，位於埃爾斯沃思地，處於斯特朗峰東南面9公里，屬於埃爾斯沃思山脈中赫里蒂奇嶺的一部分，美國地質調查局根據測量和該國海軍的空中照片繪入地圖，現時由南極條約體系管理。